# Huit Femmes (film)
Ne doit pas être confondu avec 8 Femmes ½.
Cet article concerne le film. Pour la pièce de théâtre de Robert Thomas, voir Huit Femmes.
Pour plus de détails, voir Fiche technique et Distribution.
Huit Femmes (également typographié 8 femmes) est un film franco-italien réalisé par François Ozon, sorti en 2002.
Il s'agit de la seconde adaptation cinématographique de la pièce de théâtre du même nom de Robert Thomas.
Dans les années 1950, on se prépare à fêter Noël dans une grande demeure bourgeoise. Une découverte macabre bouleverse cependant ce jour de fête... Le maître de maison est retrouvé mort, assassiné dans son lit avec un poignard planté dans le dos. Autour de lui, huit femmes. Chacune a un secret jalousement gardé qu'il faut révéler, car l'une d'entre elles est coupable. Mais laquelle ?

## Synopsis
Dans les années 1950, à la veille de Noël, c’est le matin et il neige abondamment. Gaby, la matriarche et épouse de Marcel, rentre à la maison avec Suzon, sa fille aînée, qui fait ses études à Londres et est revenue le matin-même par le train pour passer les fêtes en famille. Elle retrouve les autres femmes de la maisonnée : Mamy, sa grand-mère en fauteuil à cause de ses jambes fatiguées ; Mme Chanel, la gouvernante ; Louise, la nouvelle femme de chambre que sa mère a embauchée ; Augustine, la tante acariâtre et amère, reconnaissante envers son beau-frère Marcel pour l'hébergement mais profondément jalouse de sa sœur Gaby ; et Catherine, jeune adolescente de 16 ans rebelle et effrontée, qui entretient une relation taquine avec sa sœur Suzon et qui admire et respecte profondément son père.
Alors que Louise monte le petit déjeuner de Monsieur (Marcel), qui n’est toujours pas levé, elle découvre avec horreur qu’il est mort, un couteau planté dans le dos. Catherine se jette dans la chambre pour mieux en ressortir, bouleversée, avant que Suzon, Gaby et Augustine n'y montent, pour constater que Marcel est étendu inerte sur son lit.
Elles décident d'appeler la police, mais en vain : le fil du téléphone a été sectionné, coupant toute communication avec l'extérieur. Louise remarque que les chiens de garde n'ont pas aboyé de la nuit et de la matinée, ce qui indique que le meurtrier était déjà présent dans la maison. Les sept femmes se réunissent alors, avec Suzon qui s'improvise inspectrice. Gaby indique que les affaires de Marcel allaient mal, mais qu'il était un homme secret qui ne lui parlait pas beaucoup de ses problèmes. En tant qu'héritière directe de son mari, Gaby est soupçonnée.
On apprend par Augustine que le couple Marcel-Gaby battait de l'aile : ils faisaient chambre à part depuis un moment. Mme Chanel apporte l'idée que le meurtrier pourrait très bien être une femme. À la suite d'une scène d'Augustine, les femmes présentes constatent alors avec étonnement que Mamy, qui tente de suivre Augustine pour la raisonner, a en fait toujours l'usage de ses jambes. Gaby apprend à ses filles que Mamy avait refusé de donner ses titres financiers (qu'elle garde jalousement sous son oreiller) à Marcel, malgré son hospitalité et le fait qu'il connaisse des difficultés ; et également que Marcel n'aimait pas ces deux femmes.
Gaby, Suzon et Catherine apprennent par Louise que Monsieur a demandé une tisane à minuit, qu'elle est allée lui porter, alors qu'il n'en boit jamais. Suzon et Catherine sont soupçonneuses, Madame Chanel étant partie à ce moment-là (elle loge dans le pavillon de chasse). Louise leur apprend que Chanel joue aux cartes le soir, avec nulle autre que Pierrette, la sœur de Marcel, ancienne danseuse exotique. De son côté, Mamy confie à Suzon que son père avait refusé les titres qu'elle souhaitait lui donner, pour ensuite se les faire voler il y a deux jours.
Gaby apprend aux autres que la voiture ne démarre pas : les fils du moteur ont été sectionnés. Pierrette, la sœur de Marcel, arrive à la maison à ce moment-là. Sous les yeux à la fois suspicieux et interdits des autres femmes, elle se présente et annonce qu'elle vient ici à la suite d'un mystérieux coup de téléphone qu'elle a reçu ce matin de cette maison lui annonçant la mort de Marcel, ce qu’elles lui confirment malheureusement. Alors qu'elle tente d'entrer dans la chambre de Marcel, qui est fermée à clé, elle constate avec les autres ce n'est plus la bonne clé et qu’elle a été échangée.
Pierrette fait la connaissance des femmes présentes, et notamment d'Augustine. Elle révèle alors à tous qu'Augustine et elle sont abonnées au même club de lecture, et qu'Augustine est une lectrice assidue de romans à l'eau de rose, ce que cette dernière dément. Dans un livre qu'elle a lu juste après elle, Pierrette a notamment découvert le brouillon d'une lettre qu'Augustine adressait à Marcel, dans laquelle on apprend qu'elle désirait Marcel et souhaitait devenir sa maîtresse ; ce qu’elle réfute violemment.
Suzon fait avouer à Chanel que Pierrette lui rend visite pour jouer aux cartes, corroborant le fait qu'elle soit déjà venue ici. Suzon tente de dresser le programme de chacune des femmes cette nuit, afin de voir ce que chacune faisait. Toutes étaient dans leur chambre, mais se sont levées ou ont entendu d'autres personnes. Mamy, descendue au salon à une heure, affirme avoir entendu des éclats de voix dans la chambre de Marcel, sans les reconnaître. A minuit, en portant la tisane de Monsieur, Louise croise Augustine. Madame Chanel confirme être partie vers minuit, juste après la commande du tilleul. Louise, que tout accuse car étant théoriquement la dernière à avoir vu Monsieur vivant, avoue toute la vérité : à minuit, Pierrette, qui prétendait de son côté être avec une personne de sa connaissance sans rapport avec le drame en cours, était en réalité avec son frère dans sa chambre. Pierrette est sortie de la chambre quelques instants après, et a offert 10 000 francs à Louise pour son silence sur cette visite, Louise ayant cru comprendre au moment de son arrivée que Pierrette menaçait son frère.
Catherine, à la suite de ce passage en revue, demande également des explications à Suzon sur son emploi du temps, après l’avoir vu entrer chez son père à quatre heures du matin, révélant ainsi à la surprise générale des autres qu’elle était également à la maison hier soir, alors qu’elle n’était censée arriver par le train que ce matin. Suzon souhaitait s'entretenir avec son père avant de revenir à la maison, ayant un secret à lui confier et conditionnant son retour à son approbation. Elle est ensuite retournée à la gare comme prévu pour faire croire à son arrivée le matin même. Devant sa mère, déconcertée par cette révélation, Suzon est effondrée et avoue son secret : elle est enceinte.
Plus tard, réunies dans le salon, les femmes s’agroupent autour d’Augustine qui fait un malaise. Les cachets pour le cœur d’Augustine sont bizarrement introuvables, avant que Suzon ne remette la main dessus… sous le lit de Gaby. Celle-ci a une discussion avec Pierrette au sujet du testament de Marcel, qui peut faire tomber l’une ou l’autre : Gaby savait que Marcel allait léguer deux millions à sa sœur, en faisant ainsi la principale suspecte si jamais le testament a été fait ; mais Pierrette argue que si le testament n’a pas encore été rédigé, Gaby, en tant qu’héritière, est la suspecte numéro un. Suzon, à la suite de son entretien nocturne avec son père, annonce que le testament n’est pas encore fait : Marcel prévoyait de se rendre chez le notaire le jour-même, et tester en faveur de Suzon.
Suzon apprend par sa mère, à la suite des insinuations de Pierrette, que son père n'était pas Marcel, mais qu'il s'agit d'un homme dont elle était follement amoureuse et qui est mort avant sa naissance. De retour au salon, Mamy interroge Chanel sur la présence étrange de son manteau dans l’entrée à une heure du matin, au moment de sa descente au salon. Madame Chanel avoue en effet être revenue après minuit, à la recherche de Pierrette : elle en est amoureuse, et était jalouse de sa relation avec Marcel. Madame Chanel, repoussée physiquement par Pierrette et désavouée par Gaby, rebutée par cette révélation, se retire dans la cuisine. Pierrette décide de continuer les révélations au salon en annonçant à toutes que Louise et Marcel se connaissaient en réalité depuis cinq ans, et entretenaient une liaison. Confrontée par Gaby, la tendancieuse Louise lui avoue sans réserve leurs ébats et lui retourne la pareille. Augustine, revenue parmi elles, recrée une scène qui monte en tension entre elle, sa sœur et sa mère.
Madame Chanel fait irruption dans la pièce, annonçant avoir reconstitué l’histoire et résolu l’énigme autour du crime : elle doit juste vérifier quelque chose en jetant un œil dehors, et sort. Les autres femmes, qui la pensent alors coupables, se cachent. Lorsqu'elle rentre dans la maison, le salon est vide, et on tente à ce moment de lui tirer dessus : elle s’effondre. Elle est indemne et se retrouve alitée, mais muette de choc.
Augustine, lassée de toute cette histoire, souhaite partir et rejoint sa mère à la cuisine, laquelle est en train de boire. Mamy apprend alors à Augustine que les accusations qu'avait lancé Gaby sont avérées : elle a bien empoisonné son mari. C’était un colonel gentleman, riche et bon, mais qu’elle n’aimait absolument pas. Augustine, qui ne s’est jamais remise de la mort de son père, devient hystérique à la suite de cette révélation et se jette sur sa mère en tentant de l’étrangler. Gaby intervient et assomme sa mère, dont les nerfs lâchent également. À la suite d'une dispute et apres avoir giflé Catherine, Suzon lui annonce qu’elle n’est pas sa sœur, et prétend que l’enfant qu’elle porte est de Marcel. De son côté, Gaby retrouve Louise dans une pièce, laquelle prend beaucoup de libertés et fait preuve d’irrespect envers sa maîtresse, avec laquelle elle a un comportement ambigu et licencieux.
Lorsque Augustine revient, elle s’est métamorphosée : maquillée, les cheveux détachés et bien coiffés, vêtue d’une élégante robe fourreau, elle a troqué son apparence rigide pour une tenue de femme séduisante. Il semblerait que Pierrette soit partie, mais son sac est encore là. Suzon y trouve un pistolet caché, ce qui achève Gaby de penser qu’elle est la coupable. Confrontée à ce sujet par Gaby lorsqu'elle redescend de la salle de bain, Pierrette nie avoir connaissance de cette arme et clame son innocence. Suzon propose de sortir de cette maison à tout prix, et sort accompagnée d’Augustine, Louise et Catherine afin de trouver un moyen de sortir de l’enceinte du domaine.
Pierrette et Gaby s'affrontent. Pierrette annonce à Gaby qu’elle est au courant pour sa liaison avec un autre homme. Bisexuelle et aux mœurs volages, elle flirte avec Gaby pendant qu’elles discutent. Pierrette avoue avoir menacé Marcel, après que celui-ci lui a fermé sa porte. Gaby avoue à son tour qu’elle avait quitté Marcel et qu’elle devrait être loin actuellement, avec son amant. Marcel avait en réalité bien donné de l’argent à sa sœur, pour 500 000 francs dans une enveloppe bleue, mais celle-ci l’a donné à un homme qu’elle aime, qui devait partir en voyage. Gaby réalise alors qu’elle a reçu le jour-même une enveloppe bleue de 500 000 francs de la part de son amant, Jacques Farnoux, l’associé de son mari. Devant la réalisation qu’elles partagent le même amant, les deux femmes se battent et tombent à terre, avant que ce rapprochement ne se termine plus délicatement, sur un baiser qu’elles échangent. Le groupe de Suzon, revenu à ce moment-là, leur apprend qu’il est impossible de sortir : il a trop neigé, la grille est trop haute, et le portail est coincé. Catherine va chercher Mamy, toujours dans le placard, au moment où Madame Chanel revient parmi elle inopinément : elle annonce tout savoir et somme Catherine de dire la vérité. Les huit femmes sont réunies au salon.
Catherine explique alors tout ce qui s’est déroulé depuis le début : l’ensemble de cette histoire est un coup monté contre toutes ces femmes qui ont malmené son père. Catherine, cachée derrière les rideaux, assiste à la ronde nocturne de toutes ces femmes, la veille, tantôt jalouses tantôt avares. C’est d’abord Mamy à dix heures, qui prétend le vol de ses titres pour ne pas les lui donner ; Augustine à dix heures et demi, qui vient jouer les langues de vipère ; Gaby à onze heures, qui lui annonce qu’elle le quitte pour son associé responsable de sa faillite ; Louise à onze heures et demie, qui le séduit et couche avec lui ; puis Pierrette à minuit qui vient lui soutirer de l’argent, et Madame Chanel qui vient la chercher ; et enfin Suzon à quatre heures qui lui annonce sa grossesse. Lorsqu’elle revient voir son père, à six heures, Catherine le trouve en larmes et effondré, et décide alors de monter un coup contre l’ensemble de la maisonnée : Marcel n’est jamais mort. Catherine monte une comédie macabre en maquillant le faux meurtre. C’est elle qui appelle Pierrette le matin puis qui coupe les fils du téléphone et de la voiture, qui cache les médicaments d’Augustine, qui vole les 500 000 francs de Gaby, qui cache le pistolet dans le sac de Pierrette et qui échange la clé de la chambre, afin qu’on ne puisse y entrer et que Marcel puisse écouter la scène au salon. Tout cela a permis que les masques tombent et que chaque vérité soit dévoilée, les accusations des unes remontant contre les autres. Seule Chanel a fini par comprendre le plan, en allant dehors et en voyant Marcel à sa fenêtre. Le coup de feu de Catherine n’était destiné qu’à lui faire peur, afin de gagner du temps et de terminer les accusations.
Après avoir avoué toute la vérité, Catherine entre alors dans la chambre de son père, souhaitant partir avec lui loin de ces femmes. Mais Marcel, qui a tout entendu, se suicide en se tirant une balle dans la tempe. Le film se termine sur Catherine, lançant aux autres : « Cette fois, c’est vraiment vous qui l’avez tué ! »

## Fiche technique
Sauf indication contraire, les informations mentionnées dans cette section peuvent être confirmées par la base de données cinématographiques IMDb,  présente dans la section « Liens externes ».
- Titre original et québécois : 8 Femmes [Note 1]
- Titre international : 8 Women[1]
- Réalisation : François Ozon
- Scénario, dialogues et adaptation : François Ozon, en collaboration avec Marina de Van, d'après la pièce de théâtre éponyme de Robert Thomas
- Musique : Krishna Levy
- Décors : Arnaud de Moleron
- Costumes : Pascaline Chavanne
- Photographie : Jeanne Lapoirie
- Son : Pierre Gamet, Jean-Pierre Laforce, Bernard Chaumeil, Pedro Marques
- Montage : Laurence Bawedin
- Production : Olivier Delbosc et Marc Missonnier
  - Production associée : Stéphane Célérier
- Sociétés de production[2] :
  - France : Fidélité Productions, Mars Films, France 2 Cinéma, Canal+, Gimages 5, Local Films et le CNC
  - Italie : BIM Distribuzione
- Société de distribution : Mars Distribution (France), BIM Distribuzione (Italie), Cinemien BE (Belgique)[3], Filmcoopi Zürich (Suisse romande), Seville Pictures (Québec)
- Budget : 8,46 millions d’ €[4]
- Pays de production :  France,  Italie
- Langue originale : français
- Format[5] : couleur - 35 mm - 1,85:1 (Panavision) - son DTS | Dolby Digital
- Genre : comédie, policier, musical
- Durée : 111 minutes
- Dates de sortie[1] :
  - France : 6 février 2002
  - Belgique, Suisse romande : 13 février 2002[6],[7]
  - Québec : 27 septembre 2002[8]
  - Italie : 17 octobre 2002
- Classification[9] :
  - France : tous publics[10]
  - Italie : tous publics (T - film per tutti)[11]
  - Belgique : tous publics (Alle Leeftijden)[6]
  - Québec : tous publics (G - General Rating)[8]
  - Suisse romande : interdit aux moins de 12 ans[12]

## Distribution
- Catherine Deneuve : Gaby
- Fanny Ardant : Pierrette
- Isabelle Huppert : Augustine
- Ludivine Sagnier : Catherine
- Virginie Ledoyen : Suzon
- Emmanuelle Béart : Louise
- Danielle Darrieux : Mamy
- Firmine Richard : Madame Chanel
- Dominique Lamure : Marcel

## Production

### Tournage
Le tournage a eu lieu du 9 avril au 9 juin 2001 aux studios d'Aubervilliers.

### Bande originale
Les chansons sont des reprises, alors que la musique instrumentale originale est composée par Krishna Levy.
1. 8 femmes 8 fleurs
2. Papa, t'es plus dans l'coup (interprétée par Ludivine Sagnier, version originale chantée par Sheila)
3. Message personnel (interprétée par Isabelle Huppert, version originale par Françoise Hardy, musique de Michel Berger)
4. À quoi sert de vivre libre (interprétée par Fanny Ardant, version originale par Nicoletta)
5. Mon amour, mon ami (interprétée par Virginie Ledoyen, version originale par Marie Laforêt)
6. Pour ne pas vivre seul (interprétée par Firmine Richard, version originale par Dalida)
7. À pile ou face (interprétée par Emmanuelle Béart, version originale par Corynne Charby)
8. Toi jamais (interprétée par Catherine Deneuve, version originale par Sylvie Vartan)
9. Il n'y a pas d'amour heureux (interprétée par Danielle Darrieux, version originale par Georges Brassens, poème de Louis Aragon, chantée par Françoise Hardy)
10. Thème 8 femmes (générique de fin)
11. La Fenêtre
12. Confession de Suzon
13. Augustine s'évanouit
14. Pierrette seule
15. Augustine seule
16. Portrait de Gaby
17. Envie d'être belle
18. Complicité féminine
19. Le Baiser
20. La Machination
21. Fin

## Accueil

### Accueil critique
Pour Jean Tulard, « en dépit d'une distribution éclatante (Deneuve, Huppert...) et d'un dénouement astucieux, il s'agit d'une mauvaise parodie de polar ».
Pour Télérama, le film est un « Cluedo policier, coffre à jouets cinéphile, radiographie mélancolique des passions féminines, comédie musicale et drolatique, portrait amoureux et vachard de quelques grandes actrices françaises : 8 femmes est tout cela. Avec talent, maîtrise et une petite dose de perversité, François Ozon joue et gagne ».
Pour Rolling Stone, « Faute d'être plus intelligent que le film, il ne reste donc qu'à l'admirer, chose faite dès le générique. Tels les bons restaurants, où il suffit de humer une fois la porte passée pour savoir si on va se régaler alors que rien n'a encore rejoint l'assiette, 8 Femmes impose d'emblée sa perfection. »

### Box-office
Les données ci-dessous proviennent de l'observatoire européen de l'audiovisuel.
| Zone géographique | Nombre d'entrées |
| ----------------- | ---------------- |
| Europe            | 7 083 024        |
| France            | 3 561 759        |
| Allemagne         | 1 429 871        |
| Italie            | 545 172          |
| États-Unis        | 531 239          |
| Québec            | 109 724          |

## Distinctions
Entre 2002 et 2003, 8 femmes a été sélectionné ou nommé dans diverses catégories et a remporté 10 récompenses,.
Perdant dans les douze catégories des Césars où il concourt, le film bat alors le record précédemment établi par Coup de torchon comme étant le long métrage ayant reçu le plus de nominations sans remporter un seul prix. Le record précédent était de dix nominations sans aucune victoire. En 2013, le film Camille redouble bat ce record avec treize nominations infructueuses.[réf. souhaitée]

### Distinctions en 2002
| Évènement ou cérémonie                 | Catégorie / Récompense                                                                                             | Nommé(es) / Résultat | Nommé(es) / Résultat |
| -------------------------------------- | --- | --- | -------------------- |
| Awards Circuit Community Awards (ACCA) | Meilleur film en langue étrangère (France)                                                                         | | Nomination           |
| National Board of Review               | Top films étrangers                                                                                                | | Lauréat              |
| Berlinale                              | Prix du jury des lecteurs du Berliner Morgenpost                                                                   | François Ozon | Lauréat              |
| Berlinale                              | Ours d'argent « pour une contribution artistique exceptionnelle » décerné à l'ensemble de la distribution féminine | Fanny Ardant, Emmanuelle Béart, Danielle Darrieux, Catherine Deneuve, Isabelle Huppert, Virginie Ledoyen, Firmine Richard et Ludivine Sagnier | Lauréat              |
| Berlinale                              | Ours d'or | François Ozon | En compétition       |
| Guilde russe des critiques de cinéma   | Bélier d'or de la meilleure actrice étrangère                                                                      | Isabelle Huppert | Lauréat              |
| Guilde russe des critiques de cinéma   | Meilleur film étranger                                                                                             | François Ozon | Nomination           |
| Prix du cinéma européen                | Meilleure actrice                                                                                                  | Fanny Ardant, Emmanuelle Béart, Danielle Darrieux, Catherine Deneuve, Isabelle Huppert, Virginie Ledoyen, Firmine Richard et Ludivine Sagnier | Lauréat              |
| Prix du cinéma européen                | Meilleur réalisateur européen                                                                                      | François Ozon | Nomination           |
| Prix du cinéma européen                | Prix du public du cinéma européen de la meilleure actrice européenne                                               | Fanny Ardant | Nomination           |
| Prix du cinéma européen                | Prix du public du cinéma européen de la meilleure actrice européenne                                               | Isabelle Huppert | Nomination           |
| Prix du cinéma européen                | Meilleur film européen                                                                                             | Olivier Delbosc et Marc Missonnier | Nomination           |
| Prix du cinéma européen                | Meilleur scénariste européen                                                                                       | François Ozon | Nomination           |
| San Diego Film Critics Society Awards  | Prix spécial | Isabelle Huppert | Lauréat              |

### Distinctions en 2003
| Évènement ou cérémonie                                                           | Catégorie / Récompense                                                    | Nommé(es) / Résultat                                 | Nommé(es) / Résultat |
| -------------------------------------------------------------------------------- | ------------------------------------------------------------------------- | ---------------------------------------------------- | -------------------- |
| GLAAD Media Awards (Alliance gaie et lesbienne contre la diffamation)            | Film exceptionnel - Sortie limitée                                        |                                                      | Nomination           |
| Chicago Film Critics Association Awards                                          | Meilleur film en langue étrangère                                         |                                                      | Nomination           |
| Online Film and Television Association Awards                                    | Meilleur film en langue étrangère                                         |                                                      | Nomination           |
| César                                                                            | Meilleur film                                                             | François Ozon                                        | Nomination           |
| César                                                                            | Meilleure actrice                                                         | Fanny Ardant                                         | Nomination           |
| César                                                                            | Meilleure actrice                                                         | Isabelle Huppert                                     | Nomination           |
| César                                                                            | Meilleure actrice dans un second rôle                                     | Danielle Darrieux                                    | Nomination           |
| César                                                                            | Meilleur réalisateur                                                      | François Ozon                                        | Nomination           |
| César                                                                            | Meilleur espoir féminin                                                   | Ludivine Sagnier                                     | Nomination           |
| César                                                                            | Meilleur scénario original ou adaptation                                  | François Ozon et Marina de Van                       | Nomination           |
| César                                                                            | Meilleure musique originale                                               | Krishna Levy                                         | Nomination           |
| César                                                                            | Meilleure photographie                                                    | Jeanne Lapoirie                                      | Nomination           |
| César                                                                            | Meilleurs décors                                                          | Arnaud de Moleron                                    | Nomination           |
| César                                                                            | Meilleurs costumes                                                        | Pascaline Chavanne                                   | Nomination           |
| César                                                                            | Meilleur son                                                              | Pierre Gamet, Benoît Hillebrant, Jean-Pierre Laforce | Nomination           |
| Motion Picture Sound Editors                                                     | Meilleur montage sonore dans un long métrage - Musique - Comédie musicale |                                                      | Nomination           |
| Étoiles d'or du cinéma français                                                  | Étoile d’or du premier rôle féminin français                              | Isabelle Huppert                                     | Lauréat              |
| Étoiles d'or du cinéma français                                                  | Étoile d’or du compositeur de musique originale de films français         | Krishna Levy                                         | Lauréat              |
| Festival nazionale del doppiaggio voci nell'ombra (Festival italien de doublage) | Meilleur doublage général                                                 | Francesco Vairano                                    | Nomination           |
| Lumières de la presse internationale                                             | Meilleur réalisateur                                                      | François Ozon                                        | Lauréat              |
| ChlotrudisAwards                                                                 | Prix du public de la meilleure actrice dans un second rôle                | Isabelle Huppert                                     | Lauréat              |
| ChlotrudisAwards                                                                 | Meilleure distribution                                                    |                                                      | Nomination           |
| ChlotrudisAwards                                                                 | Meilleur scénario adapté                                                  | Marina de Van et François Ozon                       | Nomination           |
| ChlotrudisAwards                                                                 | Meilleure actrice dans un second rôle                                     | Isabelle Huppert                                     | Nomination           |
| Gold Derby Awards                                                                | Meilleur film en langue étrangère                                         |                                                      | Nomination           |
| Online Film Critics Society Awards                                               | Meilleure distribution                                                    |                                                      | Nomination           |
| Online Film Critics Society Awards                                               | Meilleure conception de costumes                                          | Pascaline Chavanne                                   | Nomination           |

## Analyse

### Personnages et symboles
- Gaby : épouse de la victime. C’est une femme vénale, obsédée par l’argent, d’une grande beauté mais froide et stricte. Elle a une relation détestable avec sa sœur, et tente de sauver les apparences avec son mari et sa mère, qu’elle ne porte pourtant pas dans son cœur. On apprend qu’elle a pour amant l’associé véreux de son mari, Jacques Farnoux (responsable de la faillite de l’entreprise), et qu’elle comptait s’enfuir avec lui à Mexico le jour du meurtre. De plus, sous couvert de ses manières, il se trouve qu’elle a épousé Marcel alors qu’elle était déjà enceinte de Suzon, et que celle-ci n’est pas la fille de Marcel.
- Augustine : belle-sœur de la victime et sœur de Gaby. C'est une vieille fille aigrie, gourmande, hypocondriaque, maniérée et médisante, avec un fort caractère et un talent certain pour les scènes théâtrales et les conflits. Elle est maladivement jalouse de sa sœur, riche et élégante. On apprend qu’elle est restée vierge, et qu’elle noie son chagrin dans la lecture de romans à l’eau de rose. Elle ne s’est jamais remise de la mort de son père, et tente donc de tuer sa mère lorsque celle-ci reconnaît avoir tué son mari. À la suite de cela, elle se transforme et devient une femme élégante et sobre, à l’image de sa sœur.
- Mamy : belle-mère de Monsieur, la victime. D’apparence sympathique et douce, tentant de tempérer les conflits entre ses deux filles, on découvre au fil du film que c'est une femme très avare et alcoolique. Elle préfère simuler le vol de ses actions plutôt que de les offrir à son gendre (qui l'a pourtant recueillie ainsi qu'Augustine), pour lui permettre de sauver ainsi son entreprise de la faillite. On apprend également au cours du film qu'elle a autrefois empoisonné son mari, un colonel bon et beau mais pour lequel elle n'éprouvait aucun amour.
- Pierrette : sœur de la victime. C'est la seule des huit femmes qui n'est pas présentée dès le début du film. Femme vénale, ancienne danseuse nue aux mœurs légères, elle choque et fascine par ses relations multiples et sa vie libertine. Elle exploitait financièrement son frère, avec qui elle ne s’entendait pas, en se rendant clandestinement chez lui pour le faire chanter. La veille du meurtre, elle se fait remettre 500 000 francs par lui (et en reverse 10 000 à Louise pour qu'elle taise sa visite). Elle entretient une liaison avec Madame Chanel, à qui elle rend régulièrement visite dans son pavillon. Elle est aussi la maîtresse de Jacques Farnoux, l'amant de Gaby.
- Suzon : fille aînée de la victime. Jeune fille modèle et bien sous tous rapports, étudiante à Londres, elle aime toutes les femmes présentes et tente de conserver une certaine harmonie dans la famille. Elle se fait inspectrice au début de l’enquête, avant que l’annonce de sa grossesse au grand jour ne lui porte préjudice. On apprend également qu’elle n’est pas la fille de Marcel, mais d’un amant que sa mère a connu avant lui, et à qui elle ressemble beaucoup. On apprend à la fin que Marcel est le père de l’enfant qu’elle porte.
- Catherine : fille cadette de la victime. Insolente et paresseuse, progressiste dans ses idées sur la sexualité et les femmes, opposée en tous points à sa sœur avec qui elle s’entend pourtant bien, elle en a assez d’être considérée comme une enfant. Elle est la fille chérie d'un père qu'elle considère comme l'homme idéal. Elle est passionnée par ses lectures policières, et elle déteste les femmes de la maison, notamment sa tante Augustine. C’est elle qui mettra en scène le meurtre, afin de faire tomber les masques et d’obliger chacune des femmes à se dévoiler. C'est elle qui souffrira finalement le plus en voyant son père adoré se suicider sous ses yeux.
- Madame Chanel : gouvernante, cuisinière et nourrice de Suzon et Catherine. C’est une femme souriante, dévouée et tendre, qui pourtant cache quelques secrets. On apprend qu’elle héberge clandestinement Pierrette (avec qui elle entretient une relation lesbienne) dans le pavillon de chasse, où elle loge, quand cette dernière vient rendre secrètement visite à son frère. Elle apparaît alors comme jalouse des rencontres et des relations de Pierrette avec son frère. La révélation de son homosexualité la fait tomber en disgrâce auprès de Gaby et Mamy, malgré son dévouement et son service irréprochable à la maison. Elle résout en premier le mystère autour du crime, et est de mèche avec Catherine pour les révélations finales.
- Louise : femme de chambre. Elle est dévouée à Madame, au service duquel elle travaille depuis deux mois. Femme introvertie mais au comportement équivoque et incisif, elle cache son attitude licencieuse sous ses traits de jeune bonne, faisant également preuve d’un grand professionnalisme. On apprendra qu’en réalité elle est la maîtresse de Monsieur depuis cinq ans, ce qui explique son embauche dans cette maison, et qu’elle partage avec Pierrette les faveurs de tous les notables du pays. Elle aime secrètement sa maîtresse Gaby, à qui elle voue une dévotion ambigüe. Elle conserve dans la poche de son tablier une photo de son ancienne maîtresse de maison (photo où l'on peut reconnaître Romy Schneider).
- Marcel : le patriarche et la victime (rôle muet).

Dans le générique du début, le nom de chaque actrice est associé à une fleur. On remarque également tout au long du film que chaque personnage principal a une couleur attitrée qui désigne un de leurs traits de caractère :
- Gaby : orchidée Ansellia africana. Sa couleur est le léopard, qui représente le luxe, la volupté et la femme-féline.
- Pierrette : rose rouge. Sa couleur est le rouge vif, qui représente l'amour passionnel et charnel.
- Augustine : fruit de roucou. Sa couleur est le brun, qui représente le refoulement. Dans le générique du film, elle est la seule à ne pas être représentée avec une fleur mais avec un fruit de roucou, un fruit à épines qui à l'intérieur révèle des graines rouges, ce qui représente bien Augustine : elle se révèle après sa discussion avec Louise sur le charme et la séduction.
- Catherine : marguerite. Sa couleur est le vert, qui représente l'innocence et la jeunesse. Elle est également habillée en bleu clair quand elle est en pyjama au début du film.
- Suzon : rose rose. Sa couleur est le rose, qui représente l'amour véritable.
- Louise : orchidée papillon blanche. Sa couleur est le blanc, puis le noir lorsqu'elle se débarrasse de son tablier, qui représente la beauté absolue mais aussi le mystère.
- Mamy : pensée. Sa couleur est le violet, qui représente la nostalgie et la mort.
- Chanel : tournesol. Sa couleur est le jaune, qui représente le soleil, mais aussi l'orgueil.

Par ailleurs, Marcel peut représenter une certaine image de dieu, inconnu et invisible mais qui est le centre gravitationnel des huit femmes de la maison.

### Utilisation des chansons
L'originalité du film réside en son format, qui mêle intrigue policière, histoires de famille et comédie musicale. En effet, le film est ponctué de chansons, interprétées par les femmes du film, accompagnées par les autres. Ces chansons sont aussi chorégraphiées, seule ou à plusieurs. Les autres personnages assistent à ces chansons, qui constituent un aparté pour la femme qui la chante, souvent révélateur d'un trait de caractère ou d'une histoire personnelle. Dans l'ordre, on trouve :
1. La chanson de Catherine (Papa, t'es plus dans l'coup), rejointe par Gaby et Suzon. À peine Suzon arrivée, on découvre que Catherine est une jeune fille espiègle et impertinente, qui adore son père mais le trouve démodé et vieux. Elle chante avec sa mère et sa sœur, sous le regard de sa grand-mère qui la trouve très irrespectueuse. La chanson illustre bien son caractère insolent mais innocent de jeune fille rebelle ;
2. La chanson d'Augustine (Message personnel), qui joue du piano (secondée par Chanel, Suzon, Catherine et Mamy). Augustine chante juste après une scène violente entre elle, sa sœur et sa mère à propos des titres de cette dernière et de l'argent, en venant aux mains. Les autres femmes jugent durement ce comportement ingrat, alors qu'Augustine ressent avant tout une profonde solitude et tristesse. On comprend à travers la chanson que sous ses airs de femme folle et frigide se cache une femme blessée et esseulée, et elle se réconcilie à la fin avec les autres femmes ;
3. La chanson de Pierrette (À quoi sert de vivre libre), juste après son entrée (seule à chanter et danser). Pierrette, la 8e femme, est la seule à n'être pas présente dès le début du film. Cette chanson sur sa vie libertine et volage lui sert d'introduction auprès des autres femmes, qui la rencontrent tout juste ;
4. La chanson de Suzon (Mon amour, mon ami), avec Catherine. Les deux sœurs sont dans leur chambre, après l'annonce de la grossesse de Suzon, et discutent de l'amoureux de celle-ci, à Londres. Suzon chante alors cette chanson, comme une déclaration à l'homme qu'elle aime, dans une chorégraphie enfantine avec sa sœur ;
5. La chanson de Madame Chanel (Pour ne pas vivre seul). Madame Chanel vient de révéler qu'elle a une liaison lesbienne avec Pierrette, et est donc jugée très durement par Gaby et Mamy qui considèrent cela anormal. Retirée seule dans la cuisine, Chanel chante sa tristesse et son abattement avec cette chanson, qui fait notamment référence explicitement à l'homosexualité ;
6. La chanson de Louise (Pile ou face), seule devant Augustine. La tante Augustine, jalouse du charme de Louise et de sa liaison avec Marcel, souhaite apprendre la séduction auprès d'elle. Louise répond par cette chanson, référence à sa vie opportuniste et sa recherche des plaisirs ;
7. La chanson de Gaby (Toi jamais), seule devant Pierrette. Pierrette vient de mettre Gaby devant le fait accompli en révélant sa liaison avec un autre homme. Gaby se lève alors et chante cette chanson, signifiant par elle que son mari ne lui portait aucune attention, contrairement aux autres hommes de sa vie ;
8. La chanson de Mamy (Il n'y a pas d'amour heureux), dansée par tout le monde. Cette chanson est la triste conclusion du film, puisque Mamy la chante à la toute fin, avec toutes les femmes réunies au salon et coupables de la mort de Marcel. Mamy chante cette chanson en entier, avec Catherine dans les bras qu'elle réconforte, alors que les six autres femmes dansent dans le salon.

### Photo de Romy Schneider
Lors de la sortie du film, François Ozon explique la raison pour laquelle Louise a une photo dans sa poche, celle de son ancienne maîtresse incarnée par Romy Schneider (photographiée par Giancarlo Botti). « Le film d'elle qui m'a le plus marqué, c'est Un cœur en hiver de Claude Sautet. Je dis ce titre-là, parce que je montre une photographie de Romy Schneider dans 8 Femmes et qu'Emmanuelle Béart a pris le flambeau laissé par Romy Schneider dans les derniers films de Sautet ».